# 群馬県の市町村旗一覧
群馬県の市町村旗一覧（ぐんまけんのしちょうそんきいちらん）は、群馬県内の市町村に制定されている、あるいは制定されていた市町村旗の一覧である。なお、一覧の順序は全国地方公共団体コード順による。廃止された市町村旗は廃止日から順に掲載している。

## 概要
- 群馬県旗の地色が紫色・紋章が白色と指定されている。その影響でまずは第二次世界大戦前に誕生した前橋市[1]・高崎市[1][2]・桐生市[1]などの中核都市・次に昭和の大合併によって館林市[1]・藤岡市[1][3]などの地方都市・さらには平成の大合併で消失した初代の富岡市[1]・初代の渋川市[1]・碓氷郡松井田町[4]も該当し、それらの自治体が新設合併により誕生した時にその配色を模倣して、県内の自治体の旗の地色が紫色・紋章が白色の箇所が指定されている。

## 市部
| 市       | 市旗 | 制定有無 | 制定日        | 旗の色                                         | 備考                                                                         |
| -------- | ---- | -------- | ------------- | ---------------------------------------------- | ---------------------------------------------------------------------------- |
| 前橋市   |      | なし     | なし          | 地色は紫色であり、紋章は白色が指定されている   |                                                                              |
| 高崎市   |      | あり     | 1981年1月1日  | 地色は紫色で紋章は白色が指定されている         |                                                                              |
| 桐生市   |      | なし     | なし          | 地色は紫色であり、紋章は白色が指定されている   |                                                                              |
| 伊勢崎市 |      | あり     | 2005年2月28日 | 地色は白色で紋章は赤色が指定されている         | 旧・伊勢崎市制時の1982年12月16日に市旗として制定され、新制施行後に継承される |
| 太田市   |      | なし     | なし          | 地色は白色であり、紋章は黒色が指定されている   | 2代目の市旗である                                                            |
| 沼田市   |      | あり     | 2002年1月4日  | 地色は紫色であり、紋章は白色が指定されている   |                                                                              |
| 館林市   |      | なし     | なし          | 地色は紫色であり、紋章は白色が指定されている   |                                                                              |
| 渋川市   |      | なし     | なし          | 地色は紫色であり、紋章は白色が指定されている   | 2代目の市旗である                                                            |
| 藤岡市   |      | あり     | 1982年3月25日 | 地色は紫色であり、紋章は白色が指定されている   |                                                                              |
| 富岡市   |      | なし     | なし          | 地色は白色であり、紋章は指定色が指定されている |                                                                              |
| 安中市   |      | あり     | 2006年11月2日 | 地色は青色であり、紋章は白色が指定されている   | 2代目の市旗である                                                            |
| みどり市 |      | なし     | なし          | 地色は白色であり、紋章は指定色が指定されている |                                                                              |

## 町村部
| 郡       | 町村       | 市町村旗          | 制定有無 | 制定日         | 旗の色                                                     | 備考 |
| -------- | ---------- | ----------------- | -------- | -------------- | ---------------------------------------------------------- | --- |
| 北群馬郡 | 榛東村     |                   | なし     | なし           | 地色は藍色であり、紋章は白色が指定されている               | |
| 北群馬郡 | 吉岡町     |                   | あり     | 1985年3月20日  | 地色は濃臙脂色であり、紋章は白色が指定されている           | 紋章の下部に自治体名か団体名を記入することが指定されている 吉岡村旗として制定され、町制施行後に継承される                               |
| 多野郡   | 上野村     |                   | なし     | なし           | 地色は水色であり、紋章は白色が指定されている               | |
| 多野郡   | 神流町     |                   | なし     | なし           | 地色は白色であり、紋章は指定色が指定されている             | |
| 甘楽郡   | 下仁田町   |                   | なし     | なし           | 地色は緑色であり、紋章は白色が指定されている               | |
| 甘楽郡   | 南牧村     |                   | なし     | なし           | 地色は臙脂色であり、紋章は白色が指定されている             | |
| 甘楽郡   | 甘楽町     |                   | あり     | 2011年3月18日  | 地色は青色であり、紋章は白色が指定されている               | |
| 吾妻郡   | 中之条町   |                   | なし     | なし           | 地色は紫色であり、紋章は白色が指定されている               | |
| 吾妻郡   | 長野原町   |                   | なし     | なし           | 地色は臙脂色であり、紋章は白色が指定されている             | |
| 吾妻郡   | 嬬恋村     |                   | なし     | なし           | 地色は白色であり、紋章は緑色が指定されている               | |
| 吾妻郡   | 草津町     |                   | なし     | なし           | 地色は紫色であり、紋章は白色が指定されている               | |
| 吾妻郡   | 高山村     |                   | なし     | なし           | 地色は紫色であり、紋章は白色が指定されている               | |
| 吾妻郡   | 東吾妻町   |                   | あり     | 2007年3月1日   | 地色は白色であり、紋章は指定色が指定されている             | |
| 利根郡   | 片品村     |                   | なし     | なし           | 地色は水色であり、紋章は白色・黄色・緑色が指定されている   | |
| 利根郡   | 川場村     |                   | なし     | なし           | 地色は臙脂色であり、紋章は白色が指定されている             | |
| 利根郡   | 昭和村     |                   | なし     | なし           | 地色は臙脂色であり、紋章は白色が指定されている             | |
| 利根郡   | みなかみ町 |                   | あり     | 2008年3月10日  | 地色は白色であり、紋章は青色が指定されている               | |
| 佐波郡   | 玉村町     |                   | なし     | なし           | 地色は緑色であり、紋章は白色が指定されている               | |
| 邑楽郡   | 板倉町     |                   | なし     | なし           | 地色は緑色であり、紋章は黄色・縁部分は白色が指定されている | |
| 邑楽郡   | 明和町     | （正旗） （略旗） | あり     | 1965年12月24日 | 地色は青色であり、紋章は青色が指定されている               | 紋章は左寄りにし、日は青で輪郭をつけ、月は全体及び日和を白地で抜き出すのが指定されている 明和村旗として制定され、町制施行後に継承される |
| 邑楽郡   | 千代田町   |                   | なし     | なし           | 地色は緑色であり、紋章は白色が指定されている               | |
| 邑楽郡   | 大泉町     |                   | なし     | なし           | 地色は紫色であり、紋章は白色が指定されている               | |
| 邑楽郡   | 邑楽町     |                   | あり     | 1972年1月1日   | 地色は朱色であり、紋章は純青色と金色が指定されている       | |

## 廃止された市町村旗
| 市郡     | 町村     | 市町村旗 | 制定有無 | 制定日         | 廃止日        | 旗の色                                                     | 備考             |
| -------- | -------- | -------- | -------- | -------------- | ------------- | ---------------------------------------------------------- | ---------------- |
| 多野郡   | 万場町   |          | なし     | なし           | 2003年4月1日  | -                                                          |                  |
| 多野郡   | 中里村   |          | なし     | なし           | 2003年4月1日  | -                                                          |                  |
| 勢多郡   | 大胡町   |          | なし     | なし           | 2004年12月5日 | 地色は水色であり、紋章は白色が指定されている               |                  |
| 勢多郡   | 宮城村   |          | なし     | なし           | 2004年12月5日 | 地色は紫色であり、紋章は白色が指定されている               |                  |
| 勢多郡   | 粕川村   |          | なし     | なし           | 2004年12月5日 | 地色は青色であり、紋章は白色が指定されている               |                  |
| 佐波郡   | 境町     |          | なし     | なし           | 2005年1月1日  | 地色は白色であり、紋章は藍色が指定されている               |                  |
| 佐波郡   | 赤堀町   |          | なし     | なし           | 2005年1月1日  | 地色は緑色であり、紋章は白色が指定されている               |                  |
| 佐波郡   | 東村     |          | あり     | 1984年5月3日   | 2005年1月1日  | 地色は緑色であり、紋章は白色が指定されている               |                  |
| 利根郡   | 白沢村   |          | なし     | なし           | 2005年2月13日 | 地色は紫色であり、紋章は白色が指定されている               |                  |
| 利根郡   | 利根村   |          | なし     | なし           | 2005年2月13日 | 地色は水色であり、紋章は黄色・縁部分は白色が指定されている |                  |
| 太田市   |          |          | なし     | なし           | 2005年3月28日 | 地色は白色であり、紋章は赤色が指定されている               | 初代の市旗である |
| 新田郡   | 尾島町   |          | なし     | なし           | 2005年3月28日 | 地色は緑色であり、紋章は白色が指定されている               |                  |
| 新田郡   | 新田町   |          | なし     | なし           | 2005年3月28日 | 地色は藍色であり、紋章は白色が指定されている               |                  |
| 新田郡   | 藪塚本町 |          | なし     | なし           | 2005年3月28日 | 地色は紫色であり、紋章は白色が指定されている               |                  |
| 勢多郡   | 新里村   |          | なし     | なし           | 2005年6月13日 | 地色は紺青色であり、紋章は白色が指定されている             |                  |
| 勢多郡   | 黒保根村 |          | あり     | 1975年11月23日 | 2005年6月13日 | 色は地色は淡い緑色であり、紋章は黒色と赤色が指定されている |                  |
| 利根郡   | 月夜野町 |          | なし     | なし           | 2005年10月1日 | 地色は臙脂色であり、紋章は白色が指定されている             |                  |
| 利根郡   | 水上町   |          | なし     | なし           | 2005年10月1日 | 地色は青緑色であり、紋章は白色が指定されている             |                  |
| 利根郡   | 新治村   |          | なし     | なし           | 2005年10月1日 | 地色は臙脂色であり、紋章は白色が指定されている             |                  |
| 多野郡   | 鬼石町   |          | なし     | なし           | 2006年1月1日  | -                                                          |                  |
| 群馬郡   | 群馬町   |          | なし     | なし           | 2006年1月23日 | 地色は藍色であり、紋章は白色が指定されている               |                  |
| 群馬郡   | 箕郷町   |          | なし     | なし           | 2006年1月23日 | 地色は臙脂色であり、紋章は白色が指定されている             |                  |
| 群馬郡   | 倉渕村   |          | なし     | なし           | 2006年1月23日 | 地色は臙脂色であり、紋章は白色が指定されている             |                  |
| 多野郡   | 新町     |          | なし     | なし           | 2006年1月23日 | 地色は紫色であり、紋章は白色が指定されている               |                  |
| 渋川市   |          |          | なし     | なし           | 2006年2月20日 | 地色は紫色であり、紋章は白色が指定されている               | 初代の市旗である |
| 北群馬郡 | 伊香保町 |          | なし     | なし           | 2006年2月20日 | -                                                          |                  |
| 北群馬郡 | 小野上村 |          | なし     | なし           | 2006年2月20日 | 色は地色は紫色であり、紋章は白色が指定されている           |                  |
| 北群馬郡 | 子持村   |          | なし     | なし           | 2006年2月20日 | 色は地色は緑色であり、紋章は白色が指定されている           |                  |
| 勢多郡   | 赤城村   |          | なし     | なし           | 2006年2月20日 | -                                                          |                  |
| 勢多郡   | 北橘村   |          | なし     | なし           | 2006年2月20日 | -                                                          |                  |
| 安中市   |          |          | あり     | 1963年6月25日  | 2006年3月27日 | 地色は緑色であり、紋章は白色が指定されている               | 初代の市旗である |
| 碓氷郡   | 松井田町 |          | あり     | 1996年3月28日  | 2006年3月27日 | 地色は紫色であり、紋章は白色が指定されている               |                  |
| 富岡市   |          |          | あり     | 1954年7月7日   | 2006年3月27日 | 地色は紫色であり、紋章は白色が指定されている               | 初代の市旗である |
| 甘楽郡   | 妙義町   |          | なし     | なし           | 2006年3月27日 | -                                                          |                  |
| 新田郡   | 笠懸町   |          | なし     | なし           | 2006年3月27日 | -                                                          |                  |
| 山田郡   | 大間々町 |          | なし     | なし           | 2006年3月27日 | -                                                          |                  |
| 勢多郡   | 東村     |          | なし     | なし           | 2006年3月27日 | -                                                          |                  |
| 吾妻郡   | 吾妻町   |          | なし     | なし           | 2006年3月27日 | -                                                          |                  |
| 吾妻郡   | 東村     |          | なし     | なし           | 2006年3月27日 | 地色は白色であり、紋章は水色が指定されている               |                  |
| 群馬郡   | 榛名町   |          | なし     | なし           | 2006年10月1日 | -                                                          |                  |
| 勢多郡   | 富士見村 |          | なし     | なし           | 2009年5月5日  | 地色は白色であり、紋章は青色が指定されている               |                  |
| 多野郡   | 吉井町   |          | なし     | なし           | 2009年6月1日  | 地色は緑色であり、紋章は白色が指定されている               |                  |
| 吾妻郡   | 六合村   |          | なし     | なし           | 2010年3月28日 | 地色は青色であり、紋章は白色が指定されている               |                  |

### 自治体書籍
- 東村役場『東村例規集』群馬県佐波郡東村。